# 아랍에미리트 대통령

아랍에미리트의 국장

아랍에미리트 연합국의 대통령(아랍어: رَئِـيْـس)은 아랍에미리트 연방 정부의 수장이다. 아랍에미리트는 각 토후국이 연방을 이루어 구성한 국가이기 때문에, 대통령의 권한은 외교와 군사 등으로 제한되며 세부적인 대다수 권한은 각 토후국의 수장에게 돌아간다.
아랍에미리트의 대통령은 아부다비 토후국 지도자로 자동으로 임명된다. 대통령과 부통령의 임기는 각각 5년이며, 대통령의 공식 선출은 7개 토후국 수장이 모이는 최고회의에서 이뤄진다. 대통령은 연방 정부의 내각을 임명하는 권한도 갖는다.

## 역대 대통령 목록
| 대                    | 사진 | 이름                                 | 취임일          | 퇴임일          | 비고                 |
| --------------------- | ---- | ------------------------------------ | --------------- | --------------- | -------------------- |
| 아랍에미리트의 수장   |      |                                      |                 |                 |                      |
| 1                     |      | 자예드 빈 술탄 알 나하얀 (1918~2004) | 1971년 12월 2일 | 2004년 11월 2일 | 임기중 사망          |
| 아랍에미리트의 대통령 |      |                                      |                 |                 |                      |
| -                     |      | 막툼 빈 라시드 알막툼 (1943~2006)    | 2004년 11월 2일 | 2004년 11월 3일 | 총리 대통령 권한대행 |
| 2                     |      | 할리파 빈 자이드 나하얀 (1948~2022)  | 2004년 11월 3일 | 2022년 5월 13일 | 임기중 사망          |
| -                     |      | 무함마드 빈 라시드 알막툼 (1949~)    | 2022년 5월 13일 | 2022년 5월 14일 | 총리 대통령 권한대행 |
| 3                     |      | 무함마드 빈 자이드 알나흐얀 (1961~)  | 2022년 5월 14일 | 현재            |                      |

## 같이 보기
- 아랍에미리트
- 아랍에미리트의 총리